# Suryapura
Suryapura – gaun wikas samiti w zachodniej części Nepalu w strefie Lumbini w dystrykcie Rupandehi. Według nepalskiego spisu powszechnego z 2001 roku liczył on 2785 gospodarstw domowych i 18189 mieszkańców (8747 kobiet i 9442 mężczyzn).